# Daniel Muñoz (football)
Pour les articles homonymes, voir Daniel Muñoz.
Daniel Muñoz Mejía, plus connu comme Daniel Muñoz, né le 25 mai 1996 à Amalfi en Colombie, est un footballeur international colombien évoluant au poste d'arrière droit à Crystal Palace.

## Biographie

### En club

#### Atlético Nacional (2019-2020)
Le 26 juin 2019, l'Atlético Nacional annonce l'arrivée de Daniel Muñoz. Cette arrivée est particulièrement marquée par le fait que Daniel Muñoz est un supporter du club de Medellín, il déclare même avoir été en pleurs avant et après la signature de son contrat. 
Son passage à l'Atlético Nacional est très remarqué, ses bonnes performances lui permettent d'attirer l’œil de beaucoup de personnes du milieu footballistique, comme par exemple Iván Córdoba qui déclare « Muñoz de Nacional est un joueur très intéressant. Il a une très bonne projection. Il a un style de jeu qui le rend un peu différent des autres. Il fait partie de ces joueurs qui à première vue attirent votre attention. ».

#### KRC Genk (2020-2024)
Le 28 mai 2020, malgré un intérêt très fort du FC Porto et d'une réponse favorable de Daniel Muñoz, le KRC Genk annonce le transfert du joueur colombien.
Il signe un contrat de 4 ans avec une saison en option, aucun prix n'est mentionné.

## Statistiques

### En club
| Saison                | Club                         | Championnat           | Championnat | Championnat | Championnat | Coupe(s) nationale(s) | Coupe(s) nationale(s) | Coupe(s) nationale(s) | Supercoupe | Supercoupe | Supercoupe | Compétition(s) continentale(s) | Compétition(s) continentale(s) | Compétition(s) continentale(s) | Compétition(s) continentale(s) | Total | Total | Total |
| Saison                | Club                         | Division              | M.          | B.          | P.d.        | M.                    | B.                    | P.d.                  | M.         | B.         | P.d.       | Comp.                          | M.                             | B.                             | P.d.                           | M.    | B.    | P.d.  |
| 2017                  | Rionegro Águilas             | Liga Águila           | 30          | 0           | 2           | 5                     | 0                     | 0                     | -          | -          | -          | CS                             | 2                              | 0                              | 0                              | 37    | 0     | 2     |
| 2018                  | Rionegro Águilas             | Liga Águila           | 32          | 3           | 1           | 2                     | 0                     | 0                     | -          | -          | -          | -                              | -                              | -                              | -                              | 34    | 3     | 1     |
| 2019                  | Rionegro Águilas             | Liga Águila           | 19          | 0           | 4           | -                     | -                     | -                     | -          | -          | -          | CS                             | 4                              | 0                              | 0                              | 23    | 0     | 4     |
| Sous-total            | Sous-total                   | Sous-total            | 81          | 3           | 7           | 7                     | 0                     | 0                     | 0          | 0          | 0          | -                              | 6                              | 0                              | 0                              | 94    | 3     | 7     |
| 2019                  | Atlético Nacional            | Liga Águila           | 21          | 7           | 4           | 4                     | 0                     | 0                     | -          | -          | -          | -                              | -                              | -                              | -                              | 25    | 7     | 4     |
| 2020                  | Atlético Nacional            | Liga Águila           | 6           | 0           | 0           | -                     | -                     | -                     | -          | -          | -          | CS                             | 2                              | 1                              | 0                              | 8     | 1     | 0     |
| Sous-total            | Sous-total                   | Sous-total            | 27          | 7           | 4           | 4                     | 0                     | 0                     | 0          | 0          | 0          | -                              | 2                              | 1                              | 0                              | 33    | 8     | 4     |
| 2020-2021             | KRC Genk                     | Jupiler Pro League    | 40          | 0           | 5           | 4                     | 1                     | 2                     | -          | -          | -          | -                              | -                              | -                              | -                              | 44    | 1     | 7     |
| 2021-2022             | KRC Genk                     | Jupiler Pro League    | 29          | 3           | 4           | 2                     | 0                     | 0                     | -          | -          | -          | C1+C3                          | 2+3                            | 0+0                            | 0+0                            | 36    | 3     | 4     |
| 2022-2023             | KRC Genk                     | Jupiler Pro League    | 36          | 8           | 7           | 3                     | 0                     | 0                     | -          | -          | -          | -                              | -                              | -                              | -                              | 39    | 8     | 7     |
| 2023-2024             | KRC Genk                     | Jupiler Pro League    | 17          | 5           | 1           | 1                     | 0                     | 0                     | -          | -          | -          | C1+C3+C4                       | 2+2+7                          | 0+0+2                          | 1+0+0                          | 29    | 7     | 2     |
| Sous-total            | Sous-total                   | Sous-total            | 122         | 16          | 17          | 10                    | 1                     | 2                     | 0          | 0          | 0          | -                              | 16                             | 2                              | 1                              | 148   | 19    | 20    |
| 2023-2024             | Crystal Palace Football Club | Premier League        | 16          | 0           | 4           | -                     | -                     | -                     | -          | -          | -          | -                              | -                              | -                              | -                              | 16    | 0     | 4     |
| 2024-2025             | Crystal Palace Football Club | Premier League        | 37          | 4           | 6           | 9                     | 2                     | 2                     | -          | -          | -          | -                              | -                              | -                              | -                              | 46    | 6     | 8     |
| 2025-2026             | Crystal Palace Football Club | Premier League        | 1           | 0           | 0           | -                     | -                     | -                     | 1          | 0          | 0          | C3                             | -                              | -                              | -                              | 2     | 0     | 0     |
| Sous-total            | Sous-total                   | Sous-total            | 54          | 4           | 10          | 9                     | 2                     | 2                     | 1          | 0          | 0          | -                              | 0                              | 0                              | 0                              | 64    | 6     | 12    |
| Total sur la carrière | Total sur la carrière        | Total sur la carrière | 284         | 30          | 38          | 30                    | 3                     | 4                     | 1          | 0          | 0          | -                              | 24                             | 3                              | 1                              | 339   | 36    | 43    |

### En sélection nationale
| Saison                | Sélection             | Phases finales        | Phases finales | Phases finales | Phases finales | Éliminatoires CDM | Éliminatoires CDM | Éliminatoires CDM | Matchs amicaux | Matchs amicaux | Matchs amicaux | Total | Total | Total |
| Saison                | Sélection             | Compétition           | M              | B              | Pd             | M                 | B                 | Pd                | M              | B              | Pd             | M     | B     | Pd    |
| --------------------- | --------------------- | --------------------- | -------------- | -------------- | -------------- | ----------------- | ----------------- | ----------------- | -------------- | -------------- | -------------- | ----- | ----- | ----- |
| 2020-2021             | Colombie              | Copa América 2021     | 5              | 0              | 0              | 1                 | 0                 | 0                 | -              | -              | -              | 6     | 0     | 0     |
| 2021-2022             | Colombie              | -                     | -              | -              | -              | 6                 | 0                 | 0                 | 1              | 0              | 0              | 7     | 0     | 0     |
| 2022-2023             | Colombie              | -                     | -              | -              | -              | -                 | -                 | -                 | 6              | 0              | 2              | 6     | 0     | 2     |
| 2023-2024             | Colombie              | Copa América 2024     | 5              | 2              | 1              | 4                 | 0                 | 0                 | 4              | 1              | 0              | 13    | 3     | 1     |
| 2024-2025             | Colombie              |                       | -              | -              | -              | 6                 | 0                 | 0                 | -              | -              | -              | 6     | 0     | 0     |
| Total sur la carrière | Total sur la carrière | Total sur la carrière | 10             | 2              | 1              | 17                | 0                 | 0                 | 11             | 1              | 2              | 38    | 3     | 3     |

## Palmarès

### En club
KRC Genk :
- Vice-champion de Belgique en 2021 et 2023
- Vainqueur de la Coupe de Belgique en 2021

 Crystal Palace : 
- Vainqueur de la Coupe d'Angleterre en 2025
- Vainqueur du Community Shield en 2025

### En sélection
Colombie :
- Finaliste de la Copa América en 2024
- Troisième de la Copa América en 2021